# Renato Dall'Ara
Renato Dall'Ara (10 d'octubre de 1892 a Reggio Emilia - 3 de juny de 1964 a Milà ) va ser un empresari i entrenador esportiu italià, que fou president del Bologna Football Club durant trenta anys.

## Biografia
Emprenedor d'orígens modestos, Dall'Ara va marxar de la seva Reggio Emilia natal a Bolonya, on va fundar una pròspera empresa de roba de punt que el va fer ric. El 1934, va ser nomenat president del club de futbol Bolonya.
Durant els primers anys de la seva presidència, entre 1934 i 1941, l'equip (liderat fins al 1938 per l'entrenador hongarès Árpád Weisz) va guanyar quatre títols de lliga i la Copa de Nacions a París el 1937. En els anys de la postguerra, Dall'Ara no va poder repetir els èxits anteriors durant molts anys, fins a principis de la dècada de 1960, quan el Bolonya va guanyar la Copa Mitropa el 1961 (it).
A la Serie A 1963–64, el Bolonya i l'Inter de Milà estaven a punt de jugar el desempat del campionat el 7 de juny de 1964; però, quatre dies abans del partit, el 3 de juny, Dall'Ara va morir a Milà d'un atac de cor mentre era a la seu de la Lega Calcio per a una reunió amb Angelo Moratti com a preparació per a aquell partit.
Dall'Ara va ser enterrat a la Certosa di Bologna juntament amb la seva esposa. L'estadi de Bolonya, Stadio Renato Dall'Ara, va rebre el seu nom. Va ser afegit al Saló de la Fama del Futbol Italià el 2017.